# Neolaparus anaxilas
Neolaparus anaxilas är en tvåvingeart som först beskrevs av Walker 1849.  Neolaparus anaxilas ingår i släktet Neolaparus och familjen rovflugor. Inga underarter finns listade i Catalogue of Life.